# Cheirón
Cheirón (latinsky Chiron) byl jedním z kentaurů, kteří žili v řecké Thessalii.
Byl nejstarší z kentaurů, syn Dia nebo jeho otce Krona. Byl ušlechtilý a moudrý, znalý lékařství, hudby, věštění, i proto se stal učitelem slavných řeckých hrdinů. Vedl je k pěstování tělesné zdatnosti, učil je jízdě na koni a lukostřelbě, zápasit, běhat o závod, házet oštěpem.
Cheirón naučil lékařskému umění Apollónova syna Asklépia. Aisón, vládce Iólku, mu svěřil v tajnosti svého syna Iásona na vychování. Když bylo Iásónovi dvacet let, poslal ho zpět, protože už ho naučil všemu, co umí. Cheirón přišel také zamávat Iásonově odplouvající lodi Argó na cestu za zlatým rounem.
Na vychování u Cheiróna byl také Aktaión, syn Autonoé, dcery krále Kadma. Aktaión měl velkou zálibu v lovu a při jednom z nich nešťastně vstoupil do jeskyně, v níž Artemis a její družina odpočívala a spatřil bohyni nahou. Artemis ho za trest proměnila v jelena, kterého v okamžiku dohnala a zahubila psí smečka. Lovci a psi hledali po lese svého pána, ale až moudrý Cheirón pochopil, co se stalo. Z kovu vytvořil Aktaiónovu věrně zpodobněnou sochu.
V Cheirónově jeskyni se konala slavná svatba, při níž si bohyně Thetis brala za manžela smrtelného muže, krále Pélea. Bohové přinesli vzácné dary a také Cheirón novomanžele obdaroval: zhotovil z jasanového dřeva těžké, nezlomné, nezdolné kopí, které bude jednou kosit celé řady nepřátel. Péleus přislíbil slavné kopí svému budoucímu synovi.
Tím synem byl Achilleus, jehož vychovatelem se stal Cheirón poté, kdy Pélea a jeho syna opustila bohyně Thetis. Cheirón Achillea učil lovu, odvaze, vzdělával jej v hudbě a zpěvu, ale také jej učil skromnosti, pokoře, učil ho poznávat léčivé byliny, připravovat léky a hojit rány. Cheirón také vyprovodil a oplakal Achilleův odjezd do trojské války, z níž podle vůle bohů se Achilleus nikdy neměl vrátit.
Cheirón byl také učitelem hrdiny Hérakla, který se v horách u pastýřů setkal s krásnými ženami Rozkoš a Ctnost. Cheiróna navštívil hrdina Héraklés na svých dobrodružných cestách. Cheirón si prohlížel jeho v jedu namočené šípy a jeden ho nešťastně poranil na noze. Podle jiné verze jej nešťastně poranil sám Héraklés, který svého činu litoval a snažil se ránu vyléčit. Rána se však nedala zhojit, Cheirón se proto zřekl své nesmrtelnosti. V podsvětí požádal boha Háda, aby jej vyměnil za Títána Prométhea, který byl poté rádcem Dia na Olympu.
Cheirónova podoba se objevuje na mnoha antických sochách a obrazech, bývá na nich zobrazen jako moudrý, rozvážný stařec. Nejznámější je nástěnná malba z Herkulanea asi začátkem našeho letopočtu Cheirón učí Achillea hrát na lyru (nyní v Národním muzeu v Neapoli).
Cheirónův příběh zpracoval ve svém románu Kentaur spisovatel John Updike jako paralelu k příběhu z americké současnosti.

## Hrdinové vycvičeni Cheirónem
- Héraklés
- Théseus
- bratři Kastór a Polydeukés
- Iásón
- Achilleus
- Péleus
- Telamón
- Aiás
- Palamédés
- Aktaión
- dvojčata Idás a Lynkeus
- Asklépios
- Patroklés